# 木皿泉
木皿 泉（きざら いずみ）は、日本の脚本家。和泉 務（いずみ つとむ）と妻鹿 年季子（めが ときこ）夫婦脚本家である。神戸市中央区在住。

## 人物
和泉 務（1952年 - 、兵庫県神戸市出身、男性）は当初漫才・構成作家としてライターデビュー。妻鹿 年季子（1957年 - 、兵庫県西宮市出身、女性）は京都精華短期大学美術科染織コース卒業後、商社勤務を経てシナリオライターとなる（当時のペンネームは本名の妻鹿年季子）。
和泉は木皿泉のペンネームでシナリオを書き始めるが、『やっぱり猫が好き』の脚本依頼を機に妻鹿とペアを組み、共同のペンネームとなる。ちなみにペンネームの由来は「キザな和泉」から。
和泉は『すいか』の脚本の執筆後の2004年に脳出血で倒れ、病院で生死の境をさまよい、退院後は重度の後遺症のため妻鹿の介護と介護保険サービスを受け生活している。
なお、この出来事を機に妻鹿は和泉との結婚を決意、2007年1月に婚姻届を提出した。
妻鹿は『セクシーボイスアンドロボ』の脚本を書く頃からうつ病を発症し（そのため4・5・7話の脚本が代理執筆）、治療しながら脚本を書いていたことをインタビューや講演、著書『二度寝で番茶』などで赤裸々に語っている。仕事の成功を祈願する時に生田神社に絵馬を奉納する。
二人とも大の読書家で、ドキュメンタリー番組ではバリアフリー化と共に壁という壁が本棚にリフォームされている自宅の様子が見られた。エアコンも扇風機も必要がないと言い、脚本もワープロで書くなどアナログなポリシーを持つが、捜しても本が見付からない時は、通販で買った方が早い、と言うなど合理的な一面も見られた。
互いに相手を「とむくん」「ときちゃん」と呼び合う。
共同で脚本を書くスタイルは独特で、まずは二人で登場人物その他の設定を考え、後は妻鹿がほぼ一人で執筆していく。そして妻鹿が行き詰ると和泉が膨大な知識や経験を元にアイデアを捻り出し場面を展開していく、というもの。
連ドラの執筆中は河野英裕プロデューサーが打ち合わせのため東京から神戸に通ったり、脚本の遅れから撮影が遅れ、編集作業の完了が放送直前になることもしばしばあることから、脚本家としては遅筆であることが有名。

## 来歴
2003年には、『すいか』（日本テレビ系列）で連続テレビドラマにも進出。視聴率こそ振るわなかったものの、連ドラ初脚本にもかかわらず第22回向田邦子賞が贈られるなど
、高い評価を受けた。翌2004年11月には、全話の脚本が“シナリオBOOK”として刊行された。
『野ブタ。をプロデュース』（2005年、日本テレビ系列）は平均視聴率16.88%、最高18.2％を最終話で記録するなど、好調な視聴率だった。
原作で男子だった“野ブタ”役を女子に設定変更したことについては、放送局・スポンサー側の意向によるものと広く受け止められていたが、制作開始にあたり木皿側が求めたことだった。のちに行われた書籍のインタビューで、木皿自身も明らかにしている。また、ほかの木皿作品同様に、ストーリーに内包しているメッセージは大きく深く、最終回放送後から続編やDVD化を望む声が殺到した。
執筆に当たって、「十代の人のために、真剣に、わかりやすく、媚びずに」を念頭においていたと語る。その内容は高く評価され、ザテレビジョン誌主催の第47回ザテレビジョンドラマアカデミー賞で最優秀賞作品等6部門を制覇した。最優秀作品賞、主演男優賞（亀梨和也）、助演女優賞（堀北真希）、脚本賞（木皿泉）、監督賞（岩本仁志ほか）および音楽賞を贈られている。
2007年4月に新設された日本テレビ系列の新ドラマ枠（火曜日22時台）第1弾となる、『セクシーボイスアンドロボ』の脚本を担当した。
『すいか』以降担当している日本テレビのドラマ作品は全て同社の河野英裕がプロデュースしている。
2013年上演の『君ほほえめば』から舞台脚本を手掛けることになった（作・演出は演劇ユニット「ピースピット」主催の末満健一）が、後で依頼を受けた『すうねるところ』の方が先に2012年に上演された。
『君ほほえめば』では主役の引きこもり青年の父母役として和泉、妻鹿共に声の出演をした。
2013年には、『昨夜のカレー、明日のパン』で小説家デビューを果たす。本作は『すいか』に感銘を受けた小野寺優（当時河出書房新社編集者）の依頼により2004年に執筆が開始されたものの、病気や多忙により執筆が中断されていたものを、河出書房新社の代表取締役社長に就任した小野寺の強い後押しにより9年越しで完成させた作品である。
自身初の小説であるものの、第11回本屋大賞（第2位）や第27回山本周五郎賞の候補に選出されるなど、高い評価を受ける。
2014年10月には、自身の脚本によりNHK BSプレミアムでドラマ化された。
2019年には『カゲロボ』で第32回山本周五郎賞候補となる。

## 脚本・原作

### テレビドラマ
- やっぱり猫が好き（第2シーズン1990年 - 1991年、スペシャル版2005年、小林聡美・もたいまさこ・室井滋主演、フジテレビ）
- くらげが眠るまで（1998年 - 1999年）イッセー尾形・永作博美出演、SKYPerfectTV
- すいか（2003年、小林聡美主演、日本テレビ）[9] - 向田邦子賞ギャラクシー賞優秀賞
- 野ブタ。をプロデュース（2005年、主役亀梨和也・特別出演山下智久・ヒロイン堀北真希、日本テレビ）[21]
- セクシーボイスアンドロボ（2007年、松山ケンイチ・大後寿々花主演、日本テレビ）
- Q10（2010年、佐藤健・前田敦子主演、日本テレビ）[22] - ギャラクシー賞優秀賞
- 世の中を忘れたやうな蚊帳の中（2011年11月12日、薬師丸ひろ子・田中哲司主演、NHK BSプレミアム・ハイビジョン特集「しあわせのカタチ〜脚本家・木皿泉 創作の “世界”〜」[注 7]に収載。
  - 第一話 さまざまな人が通って日が暮れる
  - 第二話 うそがきらいで顔がさびしい
  - 第三話 腹立つ時見るための海
  - 最終話 世の中を忘れたやうな蚊帳の中
- 人生、成り行き〜天才落語家立川談志〜（2013年、NHK BSプレミアム）
- おやじの背中「ドブコ」（2014年、堀北真希主演、TBS）
- 昨夜のカレー 明日のパン（2014年、仲里依紗主演、NHK BSプレミアム）[24][25][26]
- 富士ファミリー（2016年1月2日、薬師丸ひろ子・小泉今日子主演、NHK総合テレビ）[27]
- 富士ファミリー2017（2017年1月3日、薬師丸ひろ子・小泉今日子主演、NHK総合テレビ）[28]
- パンセ（2017年3月31日 - 4月1日、Perfume 主演、テレビ東京）
- ショートショート木皿泉劇場「道草」 (2017年12月9日・16日・2018年5月12日、NHK BSプレミアム)
- 大阪発ショートドラマ「これっきりサマー」（2020年8月17日 - 22日、岡田健史・南沙良主演、NHK総合）[29]

### 劇場アニメ
- ハル（2013年）[30]

### ラジオドラマ
- 「ENEOS ON THE WAY COMEDY 道草」（2001年–2008年、西村雅彦主演、福島三郎演出、TOKYO FM）[31][32][33][34]
- FMシアター
  - 「LET IT PON!〜それでええんよ〜」 (2012年2月4日、柊瑠美、白石加代子、山口祐一郎出演、NHK-FM）
  - 「呼吸する家」 (2013年6月29日、温水洋一、白石加代子、ケーシー高峰、清水智子出演、NHK-FM）
  - 「どこかで家族」(2014年3月8日、柿澤勇人、石川褝、金沢映子、佐藤みゆき 他出演)

### 舞台
- すうねるところ（2012年、薬師丸ひろ子主演）
- 君ほほえめば（2013年3月、末満健一、清水智子、永津真奈、橋爪未萠里、杉森大祐、岡嶋秀昭出演）
- ハルナガニ（2014年、薬師丸ひろ子主演）

## 連載
- 『小説推理』（双葉社）にエッセイ「二度寝で番茶」を2009年1月より2010年1月まで連載（同社より単行本化）[35][36]

同誌にエッセイ「マイ シークレット ライフ」を2014年1月から寄稿、2018年12月現在、連載中。
- 『波』（新潮社）に「カゲロボ」を 2014年5月[38]から2017年5月[39]まで36回連載[40]。
- 神戸新聞NEXTに2018年12月28日現在、『木皿食堂』を連載中[41]（双葉社より単行本化）[42][43][44][45]
- 冊子「scripta」（紀伊國屋書店）に『ぱくりぱくられし』を2012年から連載開始[46]、 2018年現在、第12巻第3号まで連載中[47]。

## 単行本

### 小説
- 昨夜のカレー、明日のパン（2013年4月 河出書房新社／2016年1月 河出文庫）[注 8]
- ハル（2013年6月 マッグガーデン）[注 9]
- さざなみのよる（2018年4月 河出書房新社／2020年11月 河出文庫）[49][50][51]
- カゲロボ（2019年3月 新潮社／2022年5月 新潮文庫）

### シナリオ
- すいか シナリオBOOK（2004年11月 日本テレビ放送網／2013年8月 河出文庫 全2巻）- 共著：山田あかね
  - 『テレビドラマ代表作選集 2004年版』（2004年9月 日本脚本家連盟）にも収録。
- 野ブタ。をプロデュース シナリオBOOK（2006年2月 日本テレビ放送網）
- Q10 シナリオBOOK（2011年1月 双葉社／2019年2月 河出文庫 全2巻）
- ON THE WAY COMEDY 道草 平田家の人々篇（2013年12月 河出文庫）
- ON THE WAY COMEDY 道草 愛はミラクル篇（2013年12月 河出文庫）
- ON THE WAY COMEDY 道草 袖ふりあう人々篇（2014年2月 河出文庫）
- ON THE WAY COMEDY 道草 浮世は奇々怪々篇（2014年2月 河出文庫）
- くらげが眠るまで（2019年11月 河出文庫）

### エッセイ集
- 二度寝で番茶（2010年10月 双葉社／2013年9月 双葉文庫）- 絵：土橋とし子
- 木皿食堂（2013年5月 双葉社／2016年5月 双葉文庫）
- 木皿食堂 2 6粒と半分のお米（2015年5月 双葉社／2018年1月 双葉文庫）
- 木皿食堂 3 お布団はタイムマシーン（2018年2月 双葉社／2021年1月 双葉文庫）
- ぱくりぱくられし（2019年8月 紀伊国屋書店）

### ムック
- 木皿泉 総特集 物語る夫婦の脚本と小説（2013年4月 河出書房新社）
- 木皿泉 総特集 ますます物語る夫婦作家のこれから（2018年6月 河出書房新社）

### 単行本未収録
- 夕子 - 「文藝」第52巻第2号掲載
- 苺のケーキ - 「アンソロジー おやつ」（2014年2月 PARCO出版）
- ダンナの祖母がくれたもの - 「ほんのきもち」（2018年8月 扶桑社）

## 映像メディア
- セクシーボイスアンドロボ
  - 『セクシーボイスアンドロボ』（DVDビデオディスク 1枚）日本テレビ (製作著作); バップ (発売)、2007年9月。 黒田硫黄 (原作); 木皿泉 (脚本); 中塚武 (音楽); 佐藤東弥/池田健司/石尾純/狩山俊輔 (演出); カラー; ステレオ; ビスタ; 字幕: 日 - v.1 全国書誌番号:21382706、v.2 全国書誌番号:21382708、v.3 全国書誌番号:21382710、v.4 全国書誌番号:21382716

- しあわせのカタチ
  - 永久保存版DVDブック　『木皿泉 : しあわせのカタチ : 脚本家・木皿泉創作の "世界"』（ビデオディスク 1枚 + スペシャルブック）NHKエンタープライズ; 河出書房新社 (発売)〈NHK DVD〉、2015年。ISBN 9784309024103。 NCID BB22014928。[52]
  - DVDブック　木皿泉 (出演)『木皿泉－しあわせのカタチ－』（ビデオディスク 1枚 (86分) + 1冊）NHKエンタープライズ; 河出書房新社〈NHK DVD〉、2015年12月。ISBN 9784309024103。全国書誌番号:22670248。
- Blu-ray box　『昨夜のカレー、明日のパン Yuube no curry, ashita no pan』（Blu-ray Disc 4枚 (343分) + 2冊）NHKエンタープライズ; ポニーキャニオン、2015年。PCXE-60101。 木皿泉 (原作・脚本); 阿南亮子 (音楽); 高山なおみ (料理監修); 磯智明/中山ケイ子 (制作統括); 茂原雄二/阿部雅和/佐々木詳太 (演出)[注 10]
- 富士ファミリー
  - 『富士ファミリー』（ビデオディスク 1枚 (116分)）NHKエンタープライズ〈NHK DVD〉、2016年。 NCID BB26548265。
  - 『富士ファミリー2017』（ビデオディスク 1枚 (134分)）NHKエンタープライズ〈NHK DVD〉、2017年。 NCID BB26548287。
- DVD-box 『Q10 ディレクターズカット：director's cut edition』（ビデオディスク5枚 + 1冊; (438分)）バップ、2011年3月。VPBX-14921。 木皿泉 (脚本); 狩山俊輔/佐久間紀佳 (演出); 金子隆博/小山絵里奈 (音楽); DISC5は映像特典ディスク; カラー; ステレオ; ビスタ; 字幕:日。

## 関連図書
- コミック化　『昨夜のカレー、明日のパン』渡辺ペコ、幻冬舎コミックス; 幻冬舎 (発売)〈バーズコミックス〉、2016年。ISBN 9784344836112。 NCID BB22769502。 - コミック化
- 翻訳版　毛, 叶枫 (2017) (中国語). 昨夜的咖哩, 明日的面包 (Zuo ye de ka li, ming ri de mian bao). 读客外国小说文库. 中国・南京: 江苏凤凰文艺出版社. ISBN 9787559408716. NCID BB2710062X
- 人物評　島崎今日子「現代の肖像 木皿泉 脚本家」『Aera』第23巻47 (掲載通号1251)、2010年10月25日、62-66頁、ISSN 0914-8833。 - 妻鹿年季子のシナリオ作家としての伝記[注 11]。
- 死生観　宇野常寛「ゼロ年代の想像力--「失われた10年」の向こう側 (第6回) ふたつの「野ブタ。」のあいだで--バトルロワイヤルの離脱条件」『SFマガジン』第48巻12 (620)、2007年12月、226-233頁。 - 木皿の描くテーマと独特の死生観に注目[注 12]。